# Економіка Римської імперії
Економіка Римської імперії — система економічних відносин, що існувала за часів імперський період Стародавнього Риму. Базувалася переважно на сільському господарстві зі значною часткою торгівлі, гірничої справи, ремісництва. Значний відсоток в початковий період займала військова здобич. Розквіт відбувся у II ст. н. е. Через непродуктивність економіка зазнала кризи у III ст. Незважаючи на спроби реформ відбувається поступовий занепад, що збігся у V ст. з політичною кризою, яка призвело до припинення Західної Римської імперії. Тривалий час економічні принципи цього періоду зберігалися в економіці Східної Римської імперії.

## Загальна характеристика
У перші два століття Римської імперії розвиток економіки фактично ґрунтувався на військових завоюваннях, які забезпечували розподіл землі легіонерам чи заможним сенаторам, товарами, якими можна торгувати, а рабів без особливих витрат використовувати. Основу становила рабська праця.
Найбільшими містами й економічними центрами відповідно були Рим, Александрія Єгипетська, Новий Рим, Антіохія, Карфаген, Аквілея, Немаус, Капуя, Августа Треверорум, Коринф, Медіолан, Ефес, Трапезунд, Сиракузи, Новий Карфаген, Боугарда.
На думку сучасних дослідників економіка імперії залишалася в стані застою, який став занепадом (занепадом сільськогосподарського виробництва та скороченням великих торгових потоків) із закінченням фази великих завойовницьких воєн (II ст. н. е.). Зрештою Римська імперія, з одного боку, виявилася нездатною досягти ендогенного економічного розвитку (не залежного від завоювань), та вирішити проблему збільшення державних витрат, насамперед на військо та апарат чиновників. Серйозна криза виникла в III ст. була спричинена внутрішніми конфліктами та спадом виробництва у великих латифундіях. Їх спричинило збільшення вартості рабів, оскільки завершилися завойовницькі походи, що давали велику кількість рабів за низькою ціною. Великі землевласники не бажали вкладати гроші для підвищення продуктивності своїх земель. Разом з тим багато земель були закинуті через зростаючі витрати на утримання та придбання рабів.
Криза рабства зробила вільну робочу силу більш конкурентоспроможною, але умови, запропоновані великими землевласниками, були все ще дуже суворими, в результаті чого багато селян віддали перевагу паразитичному та невпевненому життю на краю міст, аніж працювати на полях. Лише у Римі хліб безкоштовно отримувало до 200 тис. осіб.
Економічна криза III ст. призвела до встановленню вільної конкуренції, де перевагу отримали провінції, багаті на сировину. Навпаки бідні були змушені дедалі більше завозити товарів, ціни на які зростали постійно. Італія та Греція економічно занепали в першу чергу через обмеженість ресурсів та звичку жити на доходи провінцій, що слабко стимулювало конкурентоспроможність. У пізній період найрозвиненішими стають провінції в Галлії, Іспанії, в Малій Азії, частково Британії.
З часів імператора Діоклетіана більш поширеними стають закриті економічні господарства (майбутні маєтки), де не лише вирощується продукція, а повністю виробляються усі товари. В результаті відпадає необхідність здійснювати будь-які торговельні операції.
У IV ст. все більше занепадає економіка в західних провінціях, що було викликано збіднінням копалень в Іспанії, яка до того ж зменшує виробництво олії. Паннонія зазнала руйнівних вторгнень германців та сарматів, Британія — англів, саксів, піктів та скоттів, германські провінції — алеманів, франків, Північна Галлія — гунів, Мавретанські провінції — берберів. Тривалий час важливим сільськогоподарським центром залишається Африка з містом Карфаген, і провінція Бізацена. Втім у V ст. їх захоплюють вандали.
При цьому східні провінції, незважаючи на війни з Сасанідською державою, перебув вкращу становищі. Значного удару було завдано розвитку Італії, коли імператор Костянтин I у 324 році переніс столицю до Нового Риму. У V ст. пограбування Риму вестготами та вандалами призвело до фактичного знищення важливішого центру торгівлі та ремесел.

## Землеробство
Сільське господарство продовжує відігравати провідну роль. Втім тепер центри вирощування продуктів поступово переміщується з Італії до провінцій. Тепер Рим починає залежити від постачання з Єгипту та Карфагену. До столиці імперії щороку ввозилося до 3,5 млн центнерів пшениці. Цей процес контролював Префект анони.
Галлія та частково Верхня Германія поступово перетворюється на важливий центр виноробство. Втім південна Італія перетворюється на постачальника елітарного вина. Іспанська провінція Бетіка стає важливим центром вирощування олив та виготовленням оливкової олії.
Важливим стимулом збільшення продуктів землеробства була давньоримська армія, яка постійно потребувала великої кількості харчів, а також інших товарів. Розташування легіонів в різних чатсинах імперії, а особливо на кордонах сприяло налагодженню шляхівта засобів доправляння продуктів до військових таборів. Коефіцієнт посіву та врожаю зазвичай становив 3:8, а в деяких районах, таких як Етрурія, воно могло досягти співвідношення 1:15. У Палестині виробничий коефіцієнт становив 1:7, тоді як у Греції 4,5:7.
Майбутній занепад імперської економіки був також наслідком поступового занепаду сільського господарства, яке поступово втрачало можливість забезпечувати міські ринки. Крім того, оскільки сільське господарство дозволило знизити прибуток від торгівельних та лихварських позик, великі землевласники не бажали вкладати гроші для підвищення продуктивності своїх земель. Виробнича криза проявилася у ІІІ ст., до якої додалася політична нестабільність, постійне збільшення оподаткування, інфляція (ціни у порівнянні з II ст. зросли в 80 разів), війни з Парфянами, напади германських племен, насамперед готів і герулів.
Впровадження колонату дозволили відновити виробництво раніше занедбаної землі, оскільки тепер раб мав більше стимулів оборобляти землю. Втім навіть колонат не вирішив сільськогосподарської кризи. Багато людей, роздратовані війнами та надмірністю оподаткування, почали організовувати банди грабіжників, що з III ст. набули розмаху. До цього додалося відволікання армій на боротьбу за владу. Багато легіонерів військ претендентів або повалених імператорів також уходи в ліси та гори, поповнюючи банди, які завдавали шкоди торгівцям на шляхах. Навіть в IV ст. 80 % населення залежало від натурального сільського господарства.

## Гірнича справа
Згідно з Плінієм Старшим, щорічно добувалося 82 500 т заліза, 15 тис. т міді, 80 тис. т свинцю, 200 т срібла, 9 т золота. Срібло і золото спочатку переважно добувалися в Астурії, Галлеції та Лузітанії. У II ст. видкрили золоту копальню в землях сілурів (сучасний Кармартеншир, Уельс).
Як паливо в металургії використовували деревину й кам'яне вугілля. Збільшення потреб призвело з кінця II ст. н. е. до широкої експлуатації копалень кам'яного вугілля в Римській Британії, а бітумінозного вугілля — у Верхній Германії. Останнє використовували насамперед для плавлення залізних руд.

## Ремісництво
З початку ранньоімперської доби збільшення потреб спричинило необхість існування великих майстерень. Але промислове виробництво було мінімальним, тощо що бідна більшість не могла платити за продукцію; цей факт значно завадив технічному прогресу. Урбанізація в західній частині імперії також була мінімальною через бідність регіону. Основними засобами промислового виробництва були раби, а не технології.

## Торгівля

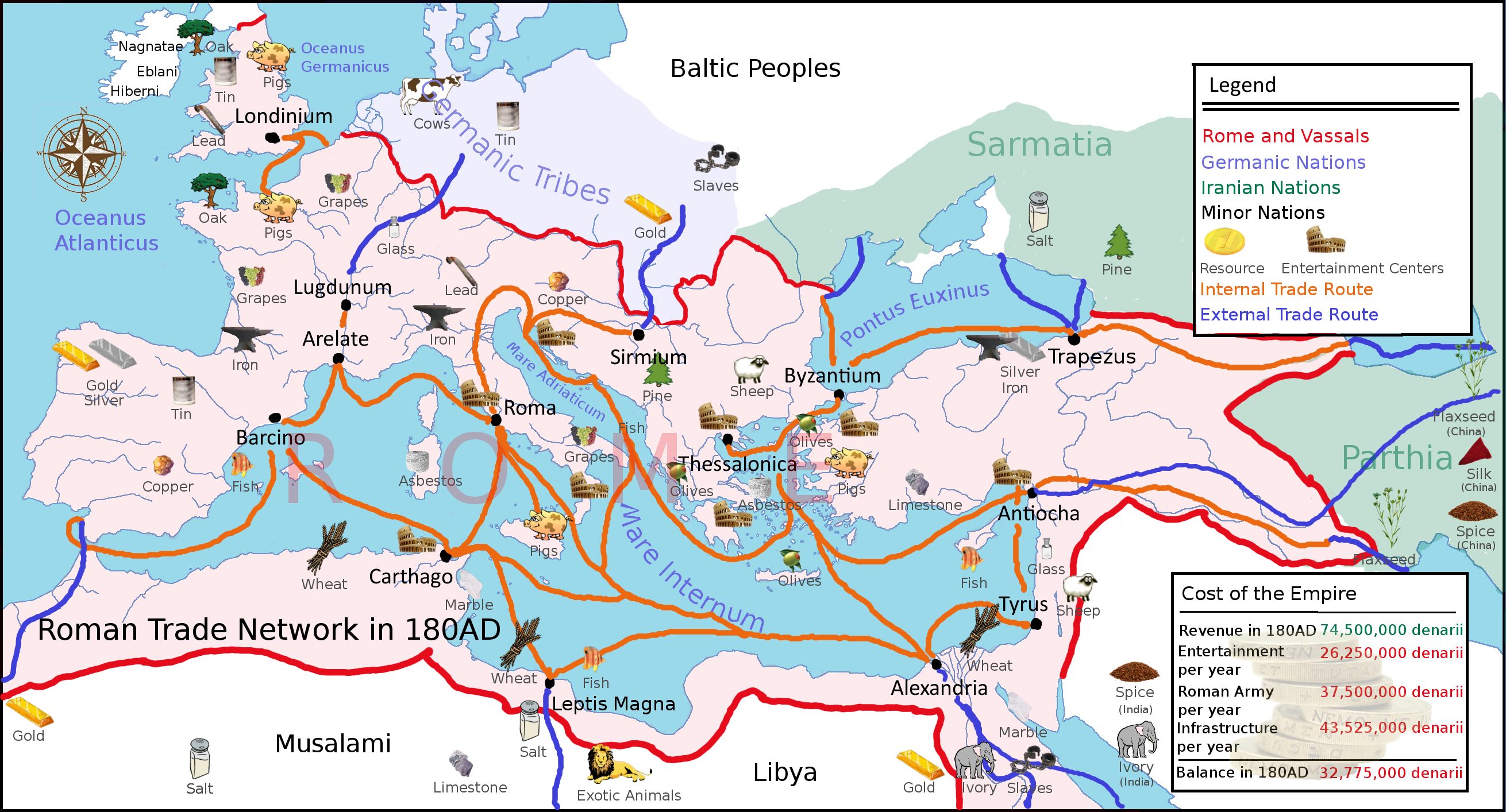
Римська торгівлявперіод розквіту імперії

Римляни мали два типи підприємців, торговців (лат. negotiatores) і купців (лат. mercatores). Торговці були частково банкірами, тому що вони позичали гроші за відсотки. Вони також купували і продавали товари гуртом.
Вже з I століття н. е. провінції Римської імперії торгували величезними обсягами товарів одна з одною за допомогою морських шляхів. Спостерігалась зростаюча тенденція до спеціалізації, особливо в обробній промисловості, сільському господарстві та гірничодобувній промисловості. Деякі провінції спеціалізувались на виробництві визначених видів товарів, таких як зерно в Єгипті й Північній Африці, чи також вино й оливкова олія в Італії, Іспанії та Греції.
Безперервний «поліцейський» захист Середземномор'я протягом кількох століть був одним з головних факторів успіху давньоримської торгівлі, враховуючи, що римські дороги були призначені більше для ніг або копит, ніж для коліс, і не могли забезпечити економічно виправдане транспортування вантажів на далекі відстані. Римські суда були б легкою здобиччю для піратів, якби не флоти лібурнських галер і трієр римського військово-морського флоту.
Римська імперія торгувала з Китаєм (через парфян і інших посередників) по Шовковому шляху. Є певні археологічні докази того, що римські торговці плавали в Південно-Східну Азію, яка була орієнтовно нанесена на карту Птолемеєм у його «Географії», де він назвав Сіною (Sinae) землю, що межує з Магнус сінус (тобто Сіамською затокою і Південнокитайським морем).
Торгівля через Індійський океан розквітла в I—II ст. н. е. Моряки використовували мусони для перетину океану з портів Береніса, Лейкос Лімен і Міос Гормос на узбережжі Червоного моря Римського Єгипту до портів Музіріса і Нелкінди на Малабарському узбережжі. Основними торговими партнерами в Південній Індії були тамільські династії Пандеїв, Чола і Черас.

## Фінанси
З початком Римської імперії відбулася велика зміна, оскільки імператори взяли на себе кермо фінансового управління. Август прийняв систему, яка, на перший погляд, була справедливою для Сенату. Подібно до того, як світ був поділений на провінції, визначені як імперські чи сенаторські, так була поділена і скарбниця. Всю данину, завезену з провінцій, що контролюються сенатором, віддавали в ерарій, а територія імператорів перейшла до скарбниці імператора — фіск.
На початку існування було впроваджено нові податки — vicesima libertatis або manumissionum (5 % податок на купівлю рабів); vicesima hereditatum (5 % податок на спадщину, потім збільшено до 10 %); vectigalia (1 % від продажів), aes uxorium (для неодружених), судовий збір та латріну (громадську вбиральню).
Власність правителів зросла настільки, що зміни повинні були відбутися десь у ІІІ столітті, швидше за все при Септимієві Севері. Відтепер імперська скарбниця була розділена. Фіск був збережений для управління фактичними доходами уряду, тоді як патримоній був створений для зберігання особистого статку, спадщини імператорського дому. Існує чимало запитань щодо точного характеру цієї оцінки, включаючи, можливо, res privata (майно) настільки поширений у пізній імперії. Після едикту Каракалли про надання громадянства усім вільним мешканцям Римської імперії кількість оподаткованих осіб збільшилася.
З Діоклетіаном відбулася низка масштабних реформ, і тотальний контроль над фінансами Імперії впав на тепер сильніший та централізованіший уряд. Податкові реформи вперше зробили можливим реальний бюджет у сучасному розумінні. Раніше він випускав податкові вимоги до міст і дозволяв їм розподіляти тягар. Відтепер імперський уряд, керований фіскальними потребами, диктував весь процес до рівня громадян. За Костянтина ця реформа продовжувалася з появою призначеного міністра фінансів — comes sacrarum largitionum (коміт священних щедрот). Він підтримував загальну скарбницю та надходження всіх доходів, поки Костянтин не розділив скарбницю на три, надавши префекту, коміту та управителю решту своїх власних скарбів. Скарбницю префекта називали «аркою». Його сили були спрямовані на контроль нового sacrum aerarium, в результаті комбінації ерарію та фіску.
На час приходу Діоклетіана до влади, грошова система була майже зруйнована: навіть держава вимагала сплати податків у натуральній формі замість денарію, що на той час став головною монетою.
Імператор Костянтин I запровадив посаду коміта священних дарів, що очолив фінанси імперії.

### ВВП
За часів імператора Августа ВВП становив близько 5 млрд. денаріїв, в часи розквіту у II ст. — майже 7 млрд, з початку кризи III ст. зменшився до 5,4 млрд.
Втім дослідники підрахували, що у 14 році н. е. ВВП на душу населення становив 570 доларів США (відповідно до вартості 1 долара на 1990 рік). Втім в розрізі провінцій імперії ВВП не був однорідним: так, у імператорській Італії він становив 857 доларів. Загалом багатшими провінціями були східні (окрім Фракії і Мезії), насамперед Єгипет, де ВВП становив понад 600 доларів. Також багатими були Нова Африка, Бетіка і Нарбоннська Галлія. Найбіднішимми в цьому плані були Верхня і Нижня Германія, Реція й Норік.